# Alejandro Castro Fernández
Alejandro Castro Fernández, més conegut com a Jandro (Mieres, 27 de febrer de 1979) és un exfutbolista asturià, que ocupava la posició de migcampista, i que posteriorment fa d'entrenador de futbol. Va ser internacional sub-20 amb la selecció espanyola.

## Trajectòria
Tot i ser asturià, destaca a les categories inferiors del València CF, tot jugant als diversos filials valencianistes. Debuta amb el primer equip a la màxima categoria en partit contra el Vila-real CF de la temporada 98/99.
Durant diverses temporades alterna el primer equip i el Mestalla, però no arriba a fer-se un lloc a l'equip titular. Enmig hi hauria una breu estada al CD Numancia. En busca d'oportunitats, el 2002 fitxa per l'Albacete Balompié, on juga 21 partits i marca set gols, decisius en l'ascens dels manxecs a Primera.
El seu bon fer a l'Albacete possibilita que fitxe pel Celta de Vigo el 2003. Però, no compta massa al conjunt gallec a primera divisió: 13 partits repartits entre dues campanyes. La temporada 04/05, amb el Celta a Segona, la cosa canvia i l'asturià és titular, tot disputant 38 partits i marca 12 gols, tot assolint un nou ascens.
No té continuïtat en el Celta i el 2005 marxa al Deportivo Alavés. Amb els bascos juga dues campanyes, una a Primera, amb descens inclòs, i la següent a Segona. El migcampista juga força partits, però molts com a suplent. Entre el 2007 i el 2009 milita al Gimnàstic de Tarragona, a la Segona Divisió, tot sumant 67 partits i 12 gols.
L'estiu del 2009 s'incorpora a la disciplina de l'Elx CF. A la campanya 2010-2011, s'incorpora al Girona FC, equip de la Segona Divisió, on va marcar 11 gols en 42 partits (38 com a titular, i gairebé 3500 minuts en joc) durant la seva primera temporada. El seu equip acabà a l'onzè lloc.